# زكي شقفة
زكي شقفة (1945-2021) فنان تشكيلي فلسطيني ولد في بلدة عاقر قضاء مدينة الرملة، وتهجر مع عائلته إلى غزة إثر أحداث النكبة عام 1948، ودرس في مدرسة بئر السبع في رفح حتى الثانوية وتخرج منها، ثم التحق بجامعة القاهرة وحصل على درجة البكالوريوس في تخصص الفنون الجميلة عام 1969، وانتقل إلى عمان بعد التخرج، وهو عضو في الاتحاد العام للفنانين التشكيليين الفلسطينيين منذ عام 1970، ومن مؤسسي رابطة الفنانين التشكيليين الأردنيين عام 1976. وتوفي في عمان عام 2021.

## سيرته العملية والفنية
عمل زكي مدرساً في السعودية في الفترة (1970-1976)، وعاد للأردن بعدها وعمل مدرساً للتربية الفنية في المدارس التابعة لوكالة الغوث (الأونروا) لفترة استمرت 25 عاماً. ومثّلَ الأردن في معرض كاريكاتير العالم الثالث الذي نظمه اتحاد الصحفيين الإفريقيين عام 1990، وقام بتصميم العديد من أغلفة الكتب، ورسوم الروايات، وكتب وقصص الأطفال. تأثر في بداياته الفنية بالفنانين المصريين منذ أواخر ستينيات القرن العشرين ليعود بعد معرضه الأول وفي منتصف السبعينيات ليتجه نحو التعبيرية، والتعبيرية الواقعية، والبحث عن التجريب، فاستخدم قشط الألوان، واكتشاف سطح اللوحة. احترف فن الكاريكاتير واتجه لرسم الكاريكاتير الاجتماعي والسياسي، وبعد عام 2006 عاد إلى العمل الفني بتقنيات الأكريليك والزيت وغيرها من المواد على القماش، والتزم بالقضايا العربية والإسلامية بشكل عام وقضية بلده الأم القضية الفلسطينية بشكل خاص. حيث عمل رساماً للكاريكاتير في العديد من الصحف المحلية والعالمية، منها: رسام بشكل يومي للكاريكاتير في صحيفة الدستور، وفنان كاريكاتير بمهر انترناشيونال نيوز الصادرة في باريس، وصحيفة الشعب، وصحيفة العرب العالمية الصادرة من لندن، وصحيفة الرأي الأردنية، وصحيفة السجل الأسبوعية.

## معارضه
شارك في الكثير من المعارض الفردية والجماعية، منها:
- معرضه الفردي الأول في جمعية الشابات المسيحية في عمان، الأردن عام 1970.
- معرضه الثاني في المجلس الثقافي البريطاني، عمان عام 1977.[4]
- معرض مشترك مع بسام نصر وعبد الرحيم واكد في جمعية يافا الخيرية، الأردن عام 1990.
- من مقتنيات نهى بطشون، جاليري الرابع عشر، الأردن عام 2013.
- معرض استعادي، جاليري بنك القاهرة عمان، الأردن عام 2016.
- معرض عقد اللؤلؤ، جاليري الدغليس للثقافة والفنون، عمان عام 2019.